# Jura (canção)
Jura é um samba composto por Sinhô e gravada em 1928 pelo seu aluno de violão, Mário Reis, também foi gravada por Aracy Cortes e Noel Rosa.
Lançada junto com outro grande sucesso  “Gosto que me enrosco” em disco do selo Odeon em novembro daquele, no lado B.

## Aparições
Em 1957, no filme Absolutamente Certo, Dona Bela (Dercy Gonçalves) canta a musica de forma hilariante no aniversario de sua filha Gina (Maria Dilnah).
Em 2000, foi regravada pelo cantor Zeca Pagodinho e se tornou canção-tema da novela O Cravo e a Rosa.